# Aššur-nirari I.
Aššur-nirari I. (Aschschur-nirari) war ein assyrischer König, Sohn des Ischme-Dagan II. und Nachfolger des Šamši-Adad III. Er regierte 26 Jahre. Sein Name scheint auch in der synchronistischen Königsliste aufgeführt zu sein, ist aber nur unvollständig erhalten.
| Autor              | Regierungszeit    | Anmerkungen            |
| ------------------ | ----------------- | ---------------------- |
| Landsberger 1954   | 1534–1509 v. Chr. | mittlere Chronologie   |
| Gasche et al. 1998 | 1523–1499 v. Chr. | Ultrakurze Chronologie |

## Bauten
Aššur-nerāri nahm die Bautätigkeit an den Tempeln von Aššur wieder auf, unter anderem erneuerte er den mit Bleiplatten belegten Torhof des Aššur-Tempels (kisal abqāri), baut dem Bel ibria einen neuen Tempel und ein dem Mond- und Sonnengott gemeinsam geweihtes Heiligtum.

## Titel
Er führte den Titel Vizekönig von Aššur (išši'ak Aššur).
Er war ein ungefährer Zeitgenosse des Kassitenherrschers Agum II., der den Tempel des Marduk von Babylon wieder aufbaute.